# Fletcher Benton

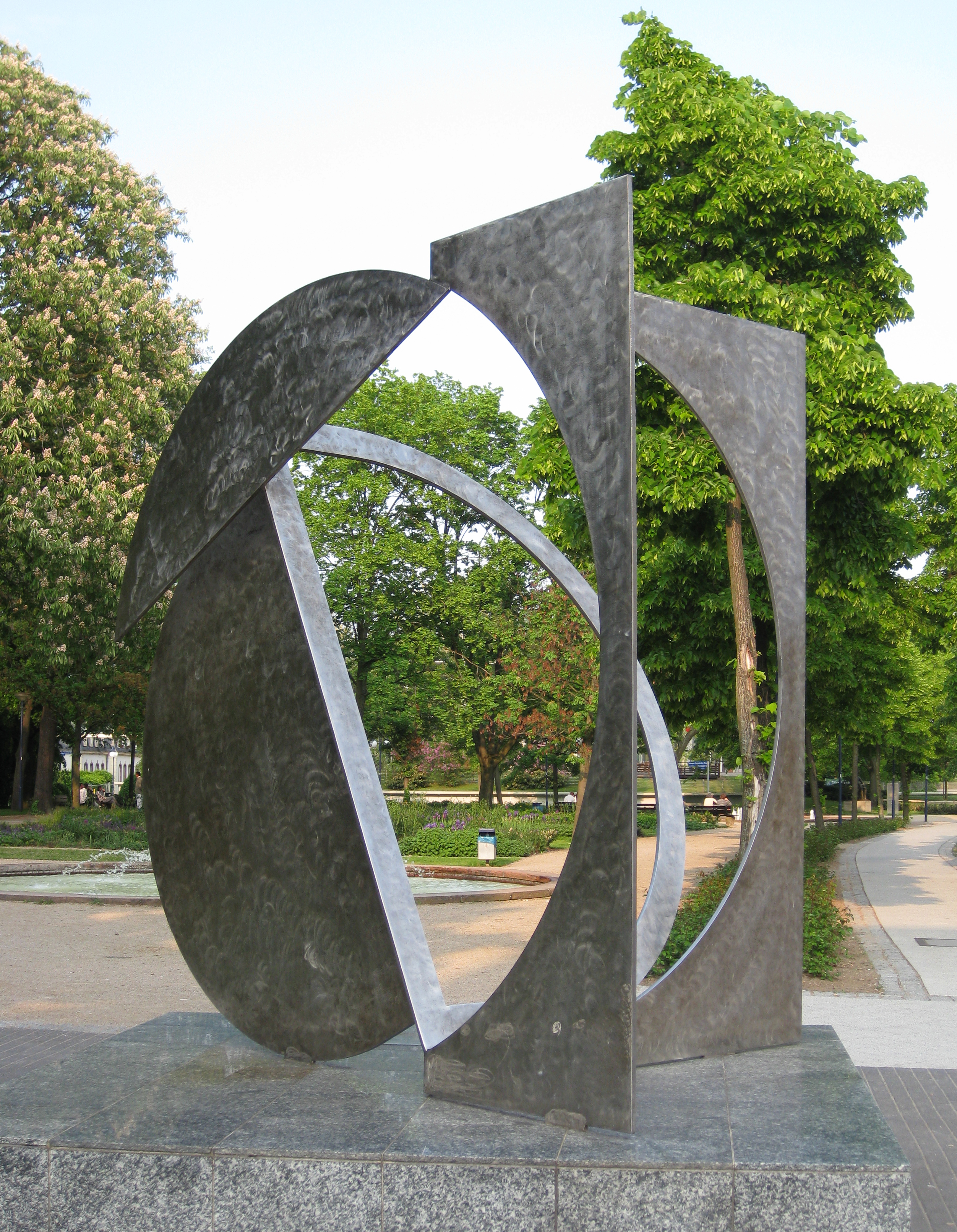
Folded Square Alphabet D (1981), Offenbach am Main

Fletcher Benton (* 25. Februar 1931 in Jackson (Ohio); † 26. Juni 2019) war ein US-amerikanischer Maler und Stahl-Bildhauer.

## Leben
Benton studierte von 1953 bis 1956 an der Miami University in Oxford, Ohio. Nach dem Abschluss als Bachelor of Fine Arts siedelte er 1956 nach Kalifornien über. Dort lehrte er von 1959 bis 1966 am California College of Arts and Crafts, Oakland, 1966/1967 am San Francisco Art Institute und von 1967 bis 1986 an der California State University, San Jose.
Seine erste Einzelausstellung hatte Benton 1959 in der Gump’s Gallery, San Francisco.
Benton lebte und arbeitete in San Francisco.

### Auszeichnungen (Auswahl)
- 1979 Award for Distinguished Service to the Arts, American Academy of Arts and Letters, New York
- 1982 Award of Honor for Outstanding Achievement in Sculpture, San Francisco Arts Commission
- 1994 Ehrendoktor der Schönen Künste, Rio Grande Universität, Rio Grande, Ohio
- 2008 Lifetime Achievement in Contemporary Sculpture Award, International Sculpture Center, Hamilton, New Jersey[2]

### Einzelausstellungen (Auswahl)
Zu den mit «K» gekennzeichneten Ausstellungen erschien ein Katalog.
- 1965 San Francisco Museum of Modern Art
- 1972 La Jolla Museum of Contemporary Art, La Jolla/San Diego
- 1978 San Jose Museum of Art, Kalifornien (ebenso 1982K)
- 1979 Milwaukee Art Center, Milwaukee (weitere Stationen: Chicago, Oakland, Newport Harbor und Portland, Oregon)K;

American Academy of Arts and Letters, New York
- 1981 Klingspor-Museum, Offenbach am Main, Museum für Schriftkunst und Typografie (ebenso 1996)
- 1993 Miami University Art Museum, Oxford, Ohio;

Gothaer Kunstforum, Köln
- 2009 Albright-Knox Art Gallery, Buffalo (New York)[3]
- 2011 Georg-Kolbe-Museum, Berlin[4]

## Werk

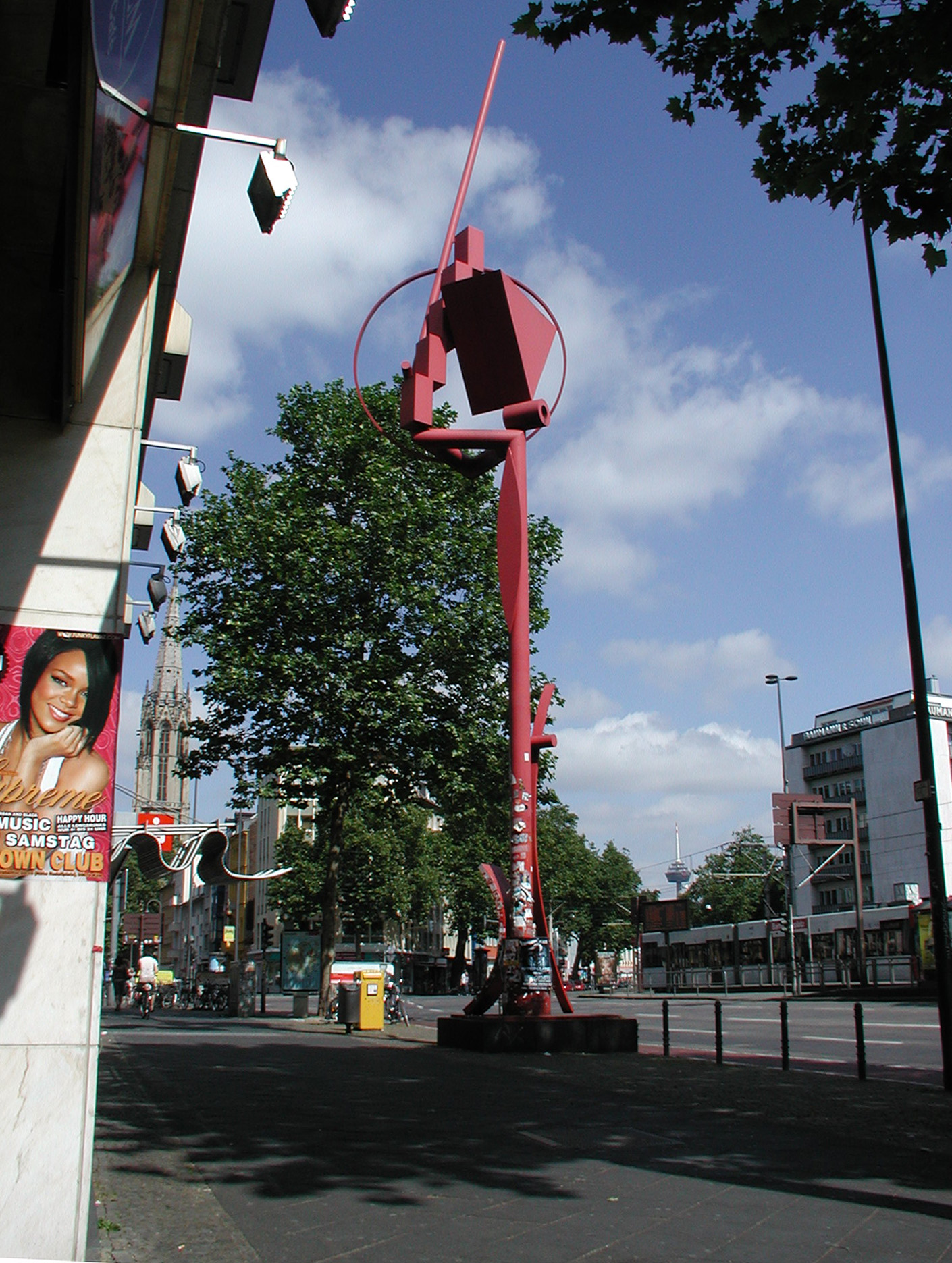
Steel Watercolor Triangle Ring (1993), Köln

Zu Beginn seiner künstlerischen Laufbahn in den 1950er und 1960er Jahren malte Benton abstrakte Bilder. Internationale Beachtung fand Benton zuerst mit seinen batteriebetriebenen kinetischen Skulpturen, die insbesondere durch ihre Farbigkeit auffielen. Mit George Rickey verband ihn eine Freundschaft, nachdem er wie er auf der internationalen Ausstellung Directions in Kinetic Sculpture im Kunstmuseum der Universität von Kalifornien in Berkeley und im Santa Barbara Kunstmuseum 1966 ausgestellt hatte.
Mitte der 1970er Jahre wandte er sich Stahlskulpturen zu, die – wie schon seine kinetischen Skulpturen – häufig aus elementaren geometrischen Formen (etwa Kreis, Dreieck und Quadrat) aufgebaut sind. Benton bezieht sich in diesen Arbeiten nicht zuletzt auf den russischen Konstruktivismus und das Bauhaus.
Eine ganze Werkreihe widmete er den Buchstaben des lateinischen Alphabets: Folded Square Alphabet. An die Bewegungen seiner früheren kinetischen Arbeiten erinnern hier nicht nur changierende Farb- bzw. Helligkeitseffekte, sondern insbesondere, dass (ebene) Stahlbleche gefaltet werden, dass beispielsweise Kreise oder Kreisscheiben aus quadratischen Blechen herausgetrennt werden und die Teile sodann zu dreidimensionalen Buchstabenskulpturen zusammengesetzt werden. Diese Bewegungen im Herstellungsprozess vollzieht der Betrachter in seiner geistigen Vorstellung unweigerlich nach.
In den Werkreihen Balanced-Unbalanced und Steel Watercolor fügte Benton seit Anfang der 1980er Jahre, von seiner Intuition geleitet, elementare geometrische Formen zu offenen Kompositionen zusammen. Nicht den Raum besetzende Masse war dabei sein Thema, auch nicht ein Ausponderieren der Massen der einzelnen Teile. Vielmehr interessierte sich Benton etwa für die Dynamik der Diagonale oder für die scheinbare Beweglichkeit eines leichten Kreises, die im Zusammenwirken mit anderen, Ruhe ausstrahlenden Formen eine spannungsreiche Balance erfahren. „He is able to channel his intuition into structures of controlled aesthetic impact.“ [Peter Selz 2008]

### In Sammlungen (Auswahl)
- Smithsonian Institution, Washington D.C
- Whitney Museum of American Art, New York
- San Francisco Museum of Modern Art
- Stanford Museum of Art
- Denver Art Museum
- Hirshhorn Museum and Sculpture Garden, Washington D.C.
- Museum Ludwig, Köln
- Kröller-Müller Museum, Otterlo